# Pałac Wilhelma Lürkensa w Łodzi
Pałac Wilhelma Lürkensa w Łodzi – pałac przy al. Kościuszki 33/35 w Łodzi.
Neobarokowy budynek wybudowano w latach 1912–1913 dla Wilhelma Lürkensa, według projektu architekta Alwila Jankau.
W 1929 roku pałac przeszedł na własność Związku Przemysłu Włókienniczego. Po II wojnie światowej budynek był siedzibą łódzkiej bohemy artystycznej, znajdowała się tu Galeria Ślad. W budynku znajduje się też znana restauracja Spatif.
Budynek wpisany jest do rejestru zabytków pod numerem A/92 z 20.01.1971.